# Port lotniczy Siguiri
Port lotniczy Siguiri (IATA: GII, ICAO: GUSI) – port lotniczy położony w Siguiri. Jest jednym z największych portów lotniczych w Gwinei.